# Only the Strong Survive
Only the Strong Survive ist das 21. Studioalbum des US-amerikanischen Rockmusikers Bruce Springsteen. Es erschien im November 2022 bei Columbia Records. Es handelt sich um ein Coveralbum von R&B- und Soul-Songs. Es ist sein zweites Coveralbum nach We Shall Overcome: The Seeger Sessions (2006):

## Hintergrund
Mitte September 2022 gab Rolling Stone-Gründer Jann Wenner bekannt, dass Springsteen vor Jahresende ein neues Album veröffentlichen wolle. Springsteen kündigte das Album am 29. September offiziell an und drückte in einem Statement aus, dass er „ein Album machen wollte, auf dem [er] einfach singt“ und versucht, „dem großen amerikanischen Songbook der 60er und 70er Jahre gerecht zu werden“. Er nahm das Album in seinem Thrill Hill Recording Studio in New Jersey auf, im Anschluss an seine Sessions für Letter to You (2020). Das Album wurde von Ron Aniello produziert, der alle Instrumente außer Springsteens Gitarre und Klavier sowie den Bläsern der E Street Horns spielte. Es enthält auch zwei Duette mit Sam Moore.
Springsteen begann im September 2022 mit der Werbung für das Album, indem er Teaser-Videos in den sozialen Medien veröffentlichte, darunter Audioausschnitte der Cover. Am 29. September wurde ein Musikvideo zur ersten Single des Albums, Do I Love You (Indeed I Do), veröffentlicht. Am 14. Oktober wurde ein Musikvideo zur zweiten Single des Albums, Nightshift, veröffentlicht. Am 28. Oktober wurde ein Musikvideo zur dritten Single des Albums, Don’t Play That Song, veröffentlicht. Die vierte Single des Albums, Turn Back the Hands of Time, erhielt am 11. November 2022 ebenfalls ein Musikvideo. Springsteen bewarb die Veröffentlichung des Albums mit vier Auftritten in der The Tonight Show Starring Jimmy Fallon vom 14. bis 16. November 2022 sowie einer speziellen Thanksgiving-Folge am 24. November 2022.

## Rezeption
Auf Metacritic erhielt Only the Strong Survive eine Bewertung von 74 von 100 Punkten basierend auf siebzehn Kritiken, was auf eine „allgemein positive“ Aufnahme hindeutet. Erica Campbell vom NME war der Meinung, dass Springsteen „diese Klassiker als eine Art Feier wiederbelebt und mit 15 großen und herzlichen Hommagen auf einige der stärksten Songwriter und Sänger aller Zeiten verweist, anstatt nur oberflächliche Neuinterpretationen hervorzubringen“. Jonathan Bernstein vom Rolling Stone schrieb, dass es zwar „schade“ sei, dass außer Bläsern und einem „Cameo-Auftritt von Sam Moore keiner der souligen Musiker aus Springsteens Vergangenheit auf seinem R&B-Liebesbrief zu finden ist“, und „selbst wenn die Arrangements in ihrer Nachahmung gelegentlich statisch wirken, strahlt und funkelt Springsteens Stimme“.

## Titelliste
| Nr.          | Titel                                           | Autoren                                                | Originalkünstler                                          | Länge |
| ------------ | ----------------------------------------------- | ------------------------------------------------------ | --------------------------------------------------------- | ----- |
| 1.           | Only the Strong Survive                         | - Jerry Butler - Kenny Gamble - Leon Huff              | Jerry Butler                                              | 2:59  |
| 2.           | Soul Days (featuring Sam Moore)                 | Jonnie Barnett                                         | Dobie Gray                                                | 3:58  |
| 3.           | Nightshift                                      | - Walter Orange - Dennis Lambert - Franne Golde        | Commodores                                                | 4:56  |
| 4.           | Do I Love You (Indeed I Do)                     | Frank Wilson                                           | Frank Wilson                                              | 2:27  |
| 5.           | The Sun Ain’t Gonna Shine Anymore               | - Bob Crewe - Bob Gaudio                               | Frankie Valli, popularized by The Walker Brothers         | 3:44  |
| 6.           | Turn Back the Hands of Time                     | - Jack Daniels - Bonnie Thompson                       | Tyrone Davis                                              | 3:07  |
| 7.           | When She Was My Girl                            | - Larry Gottlieb - Marc Blatte                         | Four Tops                                                 | 3:17  |
| 8.           | Hey, Western Union Man                          | - Butler - Gamble - Huff                               | Jerry Butler                                              | 3:53  |
| 9.           | I Wish It Would Rain                            | - Norman Whitfield - Barrett Strong - Rodger Penzabene | The Temptations                                           | 3:24  |
| 10.          | Don’t Play That Song                            | - Ahmet Ertegun - Betty Nelson                         | Ben E. King                                               | 3:34  |
| 11.          | Any Other Way                                   | William Bell                                           | William Bell                                              | 2:54  |
| 12.          | I Forgot to Be Your Lover (featuring Sam Moore) | - Bell - Booker T. Jones                               | William Bell                                              | 2:28  |
| 13.          | 7 Rooms of Gloom                                | Holland–Dozier–Holland                                 | Four Tops                                                 | 2:39  |
| 14.          | What Becomes of the Brokenhearted               | - William Weatherspoon - Paul Riser - James Dean       | Jimmy Ruffin                                              | 3:31  |
| 15.          | Someday We’ll Be Together                       | - Johnny Bristol - Jackey Beavers - Harvey Fuqua       | Johnny & Jackey, popularized by Diana Ross & the Supremes | 3:33  |
| Gesamtlänge: | Gesamtlänge:                                    | Gesamtlänge:                                           | Gesamtlänge:                                              | 50:24 |

## Mitwirkende
Musiker
- Bruce Springsteen – vocals (all tracks); background vocals, keyboards (track 5); guitar (6, 10, 11), piano (7)
- Ron Aniello – bass, drums, guitar (all tracks); percussion (1–10, 14, 15), piano (1–6, 8–15), organ (1–4, 6–8, 10–15), vibraphone (1, 4, 6, 8, 9, 13, 14), keyboards (3, 5, 7, 8, 10–13, 15), glockenspiel (4, 7, 12), background vocals (5); chimes, timpani (14)
- Ed Manion – baritone saxophone
- Tom Timko – baritone saxophone
- Bill Holloman – tenor saxophone
- Clark Gayton – trombone
- Barry Danielian – trumpet
- Curt Ramm – trumpet
- Soozie Tyrell – backing vocals (1, 4, 6)
- Lisa Lowell – backing vocals (1, 4, 6)
- Sam Moore – background vocals (2, 12)
- Curtis King Jr. – background vocals (3, 7–10, 13–15)
- Dennis Collins – background vocals (3, 7–10, 13–15)
- Fonzi Thornton – background vocals (3, 7–10, 13–15)
- Michelle Moore – background vocals (4, 6)
- Rob Mathes – conductor (4–10, 12, 14, 15)
- Lisa Kim – concertmaster, violin (4–10, 12, 14, 15)
- Clarice Jensen – cello (4–10, 12, 14, 15)
- Patrick Jee – cello (4–10, 12, 14, 15)
- Sophie Shao – cello (4–10, 12, 14, 15)
- Danielle Farina – viola (4–10, 12, 14, 15)
- Devin Moore – viola (4–10, 12, 14, 15)
- Rebecca Young – viola (4–10, 12, 14, 15)
- Annaliesa Place – violin (4–10, 12, 14, 15)
- Dasol Jeong – violin (4–10, 12, 14, 15)
- Joanna Maurer – violin (4–10, 12, 14, 15)
- Kristi Helberg – violin (4–10, 12, 14, 15)
- Kuan Cheng Lu – violin (4–10, 12, 14, 15)
- Sein Ryu – violin (4–10, 12, 14, 15)
- Sharon Yamada – violin (4–10, 12, 14, 15)
- Su Hyun Park – violin (4–10, 12, 14, 15)
- Suzanne Ornstein – violin (4–10, 12, 14, 15)
- Rob Lebret – guitar (8)

Produktion
- Bruce Springsteen – production
- Ron Aniello – production, mixing, engineering
- Rob Lebret – mixing, engineering
- Bob Ludwig – mastering
- Andres Bermudez – engineering (2, 12)
- Jon Landau – executive production

## Kommerzieller Erfolg

### Chartplatzierungen
| ChartsChartplatzierungen       | Höchstplatzierung | Wochen |
| ------------------------------ | ----------------- | ------ |
| Deutschland (GfK)              | 1 (13 Wo.)        | 13     |
| Österreich (Ö3)                | 1 (11 Wo.)        | 11     |
| Schweiz (IFPI)                 | 1 (14 Wo.)        | 14     |
| Vereinigte Staaten (Billboard) | 8 (4 Wo.)         | 4      |
| Vereinigtes Königreich (OCC)   | 2 (8 Wo.)         | 8      |

| ChartsJahrescharts (2022)    | Platzierung |
| ---------------------------- | ----------- |
| Deutschland (GfK)            | 32          |
| Österreich (Ö3)              | 12          |
| Schweiz (IFPI)               | 16          |
| Vereinigtes Königreich (OCC) | 96          |

### Auszeichnungen für Musikverkäufe
| Land/Region                  | Auszeichnungen für Musikverkäufe (Land/Region, Auszeichnung, Verkäufe) | Verkäufe |
| ---------------------------- | ---------------------------------------------------------------------- | -------- |
| Frankreich (SNEP)            | Gold                                                                   | 50.000   |
| Italien (FIMI)               | Gold                                                                   | 25.000   |
| Spanien (Promusicae)         | Gold                                                                   | 20.000   |
| Vereinigtes Königreich (BPI) | Silber                                                                 | 60.000   |
| Insgesamt                    | 1× Silber · 3× Gold ·                                                  | 155.000  |

Hauptartikel: Bruce Springsteen/Auszeichnungen für Musikverkäufe